# Тележный переулок
Теле́жный переу́лок — переулок в Центральном районе Санкт-Петербурга. Проходит от Невского проспекта до Конной улицы.

## История переименований
- 7 марта 1880 года присвоено название Железный переулок. Связано с тем, что здесь находились железные торговые ряды Старо-Александровского рынка (дом 2—4).
- Современное название получил в мае 1924 года. Название было перенесено с соседнего[какого?] переулка, с тех пор не имеющего названия.